# Korea Foundation
La Fundació Corea (en coreà : 한국국제교류재단, Hanja : 韓國國際交流財團), també coneguda pel seu nom en anglès Korea Foundation, és una organització de diplomàcia pública sense ànim de lucre creada el 1991 per promoure una millor comprensió de Corea i enfortir les amistats amb la comunitat internacional. La fundació porta a terme diversos projectes d'intercanvi entre Corea del Sud i països estrangers per conrear l'entesa mútua.

## Història
Enmig del ràpid creixement econòmic de la República de Corea des de finals dels anys setanta fins als vuitanta, així com la concomitant democratització del país i la convulsió a la comunitat internacional després de la Guerra Freda, es va fer inevitable una revisió de l'estratègia de política exterior de Corea. Després d'organitzar els Jocs Olímpics d'Estiu de 1988 va néixer la idea d'una organització d'intercanvi internacional que serviria com a punt únic de contacte i donar suport a projectes d'intercanvi en diversos àmbits. El setembre de 1989, el parlament coreà va iniciar un debat oficial sobre l'establiment de la Korea Foundation, que finalment va portar a l'adopció de la Korea Foundation Act el 14 de desembre de 1991.